# Mike Renzi

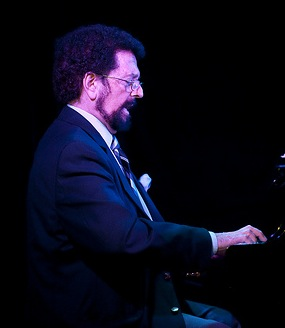
Mike Renzi

Michael Ernest „Mike“ Renzi (* 28. April 1941 in Providence (Rhode Island); † 29. September 2021) war ein US-amerikanischer Jazzmusiker (Piano, Arrangement, Komposition).

## Leben und Wirken
Renzi graduierte 1973 am Boston Conservatory und 1974 am Berklee College of Music. Er war über 25 Jahre musikalischer Leiter für die Sänger Peggy Lee und Mel Tormé. Des Weiteren spielte er ab den 1960er-Jahren mit Carol Sloane, Ben Webster, Gene Lees, Sylvia Syms, Ann Burton, Blossom Dearie, Cleo Laine, Ann Hampton Callaway, Ruth Brown, Lena Horne, Etta Jones, Diahann Carroll, Meredith D’Ambrosio, Gloria Lynne, Freddy Cole, Tony Bennett, LaVerne Butler und Marlene VerPlanck. Ferner begleitete er Frank Sinatra auf einer Tournee. Er arbeitete außerdem als musikalischer Leiter für die amerikanische Serie Sesamstraße in den Staffeln 31 bis 40 und leitete daneben das Mike Renzi Trio. Im Bereich des Jazz war er laut Tom Lord zwischen 1962 und 2019 an 148 Aufnahmesessions beteiligt, u. a. auch mit Daryl Sherman, Jay Leonhart, Gerry Mulligan, Houston Person, John Pizzarelli, Frank Tate und George Shearing.